# 晋陽公主
晋陽公主（しんようこうしゅ）は、中国の唐の太宗李世民の娘。字は明達。幼字は兕子。

## 経歴
李世民と長孫皇后の間に生まれた。5歳のとき、母の長孫皇后を失うと、哀哭してやまなかったという。同母兄の晋王李治とは親密で、李治が邸を出るたびに公主は虔化門で見送った。公主は書法にもすぐれ、李世民の飛白書をまねていた。
公主はわずか12歳で世を去り、仏寺に葬られた。

## 伝記資料
- 『新唐書』巻83 列伝第8「諸帝公主伝」